# راهول سينغ
راهول سينغ هو ممثل هندي، ولد في 18 أكتوبر 1968 في الهند.

## وصلات خارجية
- راهول سينغ على موقع IMDb (الإنجليزية)
- راهول سينغ على موقع ألو سيني (الفرنسية)
- راهول سينغ على موقع أول موفي (الإنجليزية)
- راهول سينغ على موقع قاعدة بيانات الفيلم (الإنجليزية)
- راهول سينغ على موقع كينوبويسك (الروسية)